# Mont-de-Laval
Mont-de-Laval ist eine französische Gemeinde mit 190 Einwohnern (Stand: 1. Januar 2022) im Département Doubs in der Region Bourgogne-Franche-Comté.

## Geographie
Mont-de-Laval liegt auf 808 m, 13 km nördlich von Morteau und etwa 17 Kilometer westnordwestlich der Stadt La Chaux-de-Fonds (Luftlinie). Das Dorf erstreckt sich im Jura, im äußersten Westen des Hochplateaus von Maîche, über dem tief eingeschnittenen Tal des Dessoubre. Das Gemeindegebiet gehört zum Regionalen Naturpark Doubs-Horloger.
Die Fläche des 8,44 km² großen Gemeindegebiets umfasst einen Abschnitt des französischen Juras. Der Hauptteil des Gebietes wird von der leicht gewellten Hochfläche eingenommen, die durchschnittlich auf 820 m liegt. Sie ist überwiegend mit Wies- und Weideland bestanden. Das Plateau besitzt keine oberirdischen Fließgewässer, weil das Niederschlagswasser im verkarsteten Untergrund versickert. Gegen Westen und Norden fällt das Plateau steil zum rund 300 m tief eingeschnittenen Erosionstal des Dessoubre (mit der Felsarena Cirque de Consolation) und zum Seitental des Pissoux ab. Die Gemeindegrenze verläuft dabei meist oberhalb des von einem Felsband gekrönten Steilhangs. Nach Südosten erstreckt sich das Gemeindeareal über einen bewaldeten Hang auf den Mont Repentir, auf dem mit 1050 m die höchste Erhebung von Mont-de-Laval erreicht wird. Der Mont Repentir ist ein Teil des breiten Höhenrückens von Le Mémont. Dieser Höhenzug bildet in geologisch-tektonischer Hinsicht eine Antiklinale des Faltenjuras und ist gemäß der Streichrichtung des Gebirges in dieser Region in Richtung Südwest-Nordost orientiert.
Zu Mont-de-Laval gehören neben dem eigentlichen Ort auch verschiedene Weiler und zahlreiche Einzelhöfe, darunter:
- Les Chaucheux (805 m) auf dem Plateau südlich des Tals des Pissoux
- Le Tonnot (850 m) auf dem Plateau am Nordfuß des Mont Repentir

Nachbargemeinden von Mont-de-Laval sind Laval-le-Prieuré und Plaimbois-du-Miroir im Norden, Montbéliardot, Le Luhier und Le Bizot im Osten, La Bosse und Guyans-Vennes im Süden sowie Consolation-Maisonnettes im Westen.

## Geschichte
Im Mittelalter gehörte Mont-de-Laval zur Herrschaft Réaumont, die unter der Oberhoheit der Herren von Montfaucon, ab dem 15. Jahrhundert unter derjenigen der Grafen von Montbéliard stand. Zusammen mit der Franche-Comté gelangte das Dorf mit dem Frieden von Nimwegen 1678 an Frankreich.
Zum 1. Januar 2009 erfolgte eine Änderung der Arrondissementszugehörigkeit der Gemeinde. Bislang zum Arrondissement Montbéliard gehörend, kamen alle Gemeinden des Kantons zum Arrondissement Pontarlier.

## Sehenswürdigkeiten

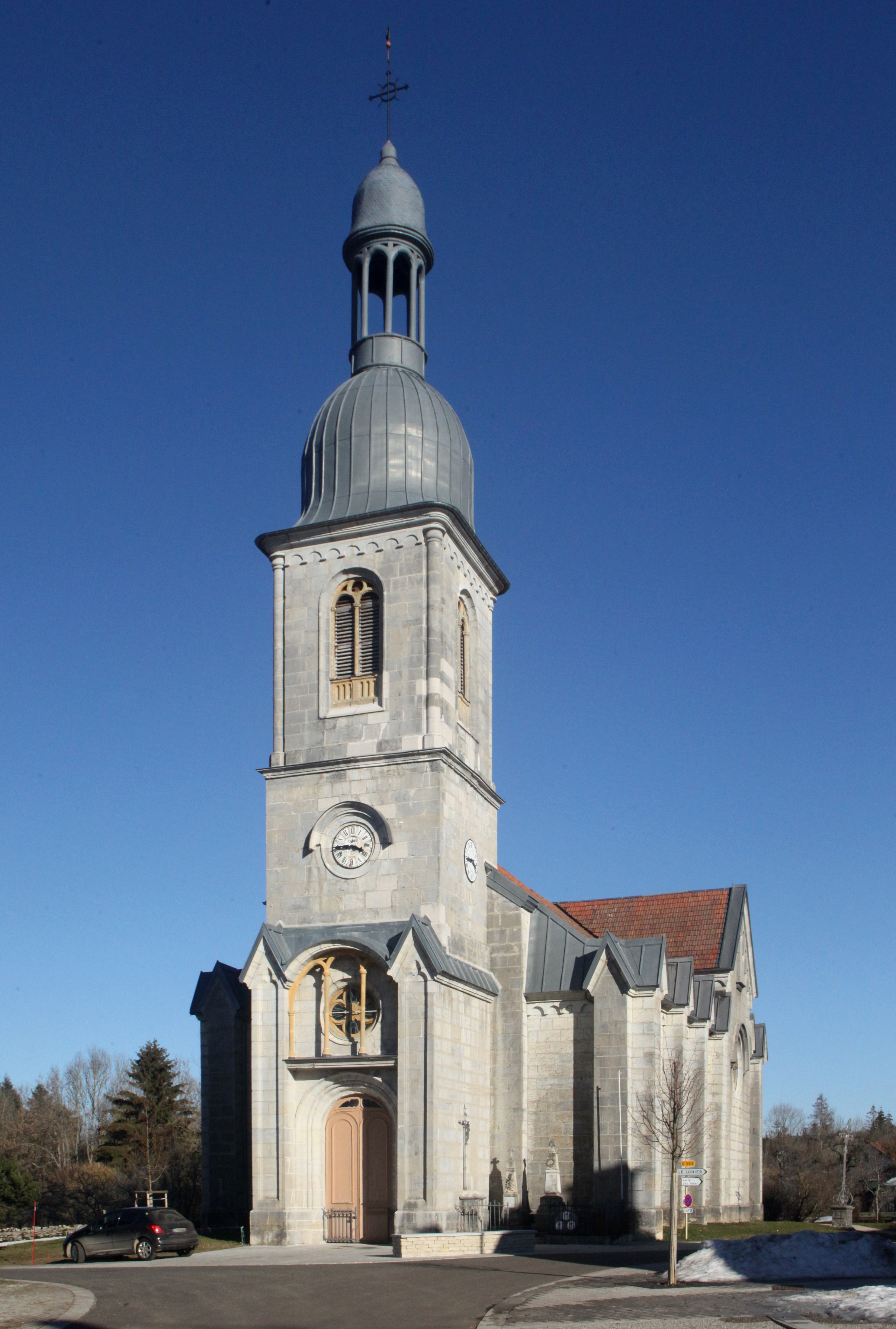
Kirche Sint-Grat

Die Kirche Saint-Grat wurde 1859 im Stil der Neugotik errichtet. Im Ortskern wie auch in den Weilern sind verschiedene Bauernhäuser aus dem 17. bis 19. Jahrhundert im charakteristischen Stil der Franche-Comté erhalten.

## Bevölkerung
| Jahr                       | 1962 | 1968 | 1975 | 1982 | 1990 | 1999 | 2016 |
| Einwohner                  | 190  | 174  | 187  | 171  | 161  | 137  | 175  |
| Quellen: Cassini und INSEE |      |      |      |      |      |      |      |

Mit 190 Einwohnern (Stand 1. Januar 2022) gehört Mont-de-Laval zu den kleinen Gemeinden des Départements Doubs. Nachdem die Einwohnerzahl in der ersten Hälfte des 20. Jahrhunderts deutlich abgenommen hatte (1901 wurden noch 353 Personen gezählt), wurde nach einer vorübergehenden Stagnation in den letzten Jahren erneut ein Rückgang verzeichnet.

## Wirtschaft und Infrastruktur
Mont-de-Laval war bis weit ins 20. Jahrhundert hinein ein vorwiegend durch die Landwirtschaft (Viehzucht und Milchwirtschaft, etwas Ackerbau) geprägtes Dorf. Noch heute leben die Bewohner zur Hauptsache von der Tätigkeit im ersten Sektor. Außerhalb des primären Sektors gibt es nur wenige Arbeitsplätze im Dorf. Einige Erwerbstätige sind auch Wegpendler, die in den umliegenden größeren Ortschaften ihrer Arbeit nachgehen.
Die Ortschaft liegt abseits der größeren Durchgangsstraßen nahe einer Departementsstraße, die von Maîche nach Orchamps-Vennes führt. Eine weitere Straßenverbindung besteht mit Laval-le-Prieuré.